# Guaifola
Guaifola è l'unica frazione di Balmuccia: si trova in Valsesia, all'imboccatura della Val Sermenza.
Degno di nota è l'oratorio nel quale si trovano delle opere di Antonio Orgiazzi e dei dipinti di Giovanni Avondo.